# Sant Cugat del Vallès

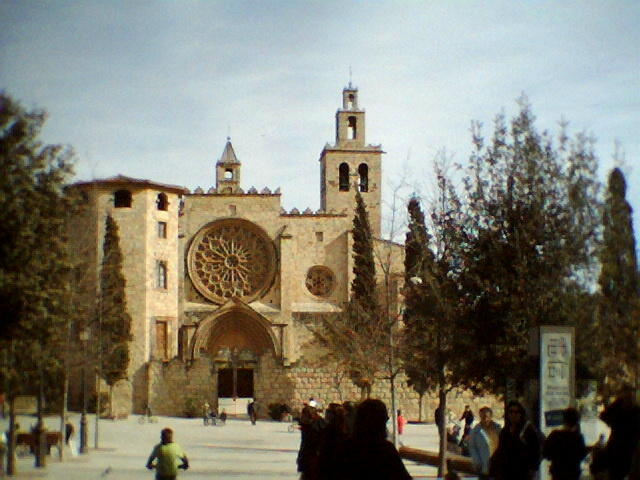

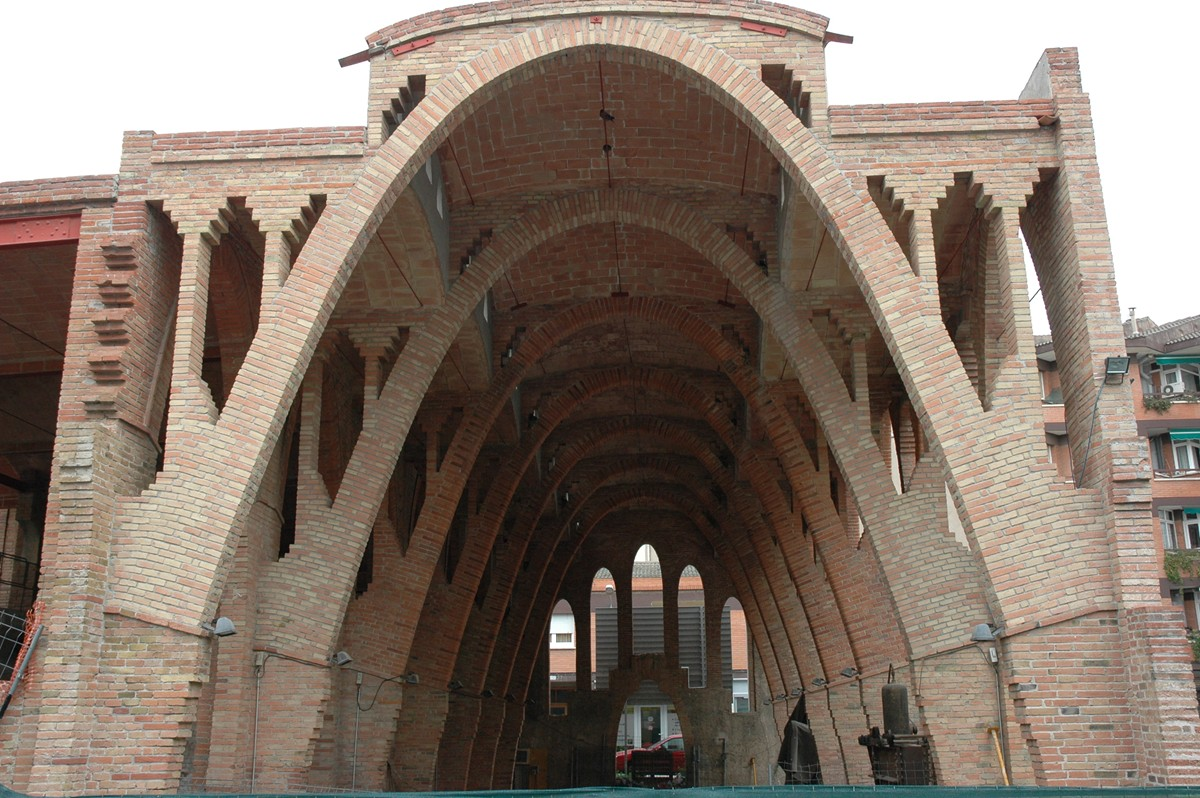
De coöperatieve wijnkelder

Sant Cugat del Vallès is een gemeente en kleine stad met 88.921 inwoners (1 januari 2016), in de autonome regio Catalonië, in de provincie Barcelona. De plaats ligt op 5,5 kilometer afstand van de stad Barcelona, op 124 meter boven zeeniveau. Sant Cugat ligt vanaf Barcelona gezien, achter de heuvel Tibidabo, tussen de Sierra de Collserola en de Sierra de Galliners.

Sant Cugat heeft een treinstation voor regionale verbindingen en een metrostation met verbinding naar Barcelona en verschillende andere voorsteden. De stad is vrijwel vastgegroeid aan de plaatsen Rubí, Cerdanyola del Vallès en het villadorp Bellaterra.
Sant Cugat heeft een eigen historische en commerciële stadskern, waarvan delen uit de Romeinse tijd stammen. De kern bestaat uit een twee kilometer lange winkelstraat en een aantal stegen en pleintjes. Er zijn nog historische monumenten te vinden, ook al zijn inmiddels vele bouwwerken vervangen door modernere winkels. Er zijn enkele kenmerkende gebouwen uit de tijd van het modernisme, de Catalaanse versie van de jugendstil, zoals de Mercat de Pere San en de Celler Cooperatiu.
Door zijn levendige stadskern, de groene omgeving en de korte afstand van Barcelona, is Sant Cugat del Vallès uitgegroeid tot een populaire woon- en slaapstad. Welstellende inwoners van Barcelona hebben een (tweede) woning in Sant Cugat om de stadsdrukte te ontvluchten. In Sant Cugat zijn er twee bioscopen, een theater, een concertgebouw, een groot overdekt winkelcentrum, acht fitnesscentra, drie markten en een groot aantal restaurants.

## Enkele merkwaardige gebouwen
- Het klooster van Sant Cugat uit de negende eeuw, een voormalige benedictijnse abdij met regionale uitstraling. Tot aan de opheffing van de kloosters in 1835 was het een van de belangrijkste geweest, ofschoon het aantal monniken al sterk teruggelopen was. Het heeft een monumentale romaanse kloostergang en glas in loodramen en werd geïntegreerd in het stedelijk museum van Sant Cugat.
- Het Catalaans Nationaal Archief, met zijn 32,3 km aan documenten, het grootste Catalaanse historische en administratieve archief. Het is gratis toegankelijk.
- De Celler Cooperatiu, een coöperatieve wijnkelder in jugendstil, ontworpen door de architect Cèsar Martinell i Brunet (1888-1973)
- De overdekte markt Mercat de Pere San uit 1911, door de architect Ferran Cels
- De Pont de Can Vernet, een gotisch aquaduct uit de veertiende eeuw

## Demografische ontwikkeling
Bron: INE; 1857-2011: volkstellingen

## Geboren
- Josep Señé (10 december 1991), voetballer

## Personen
- De Surinaams-Nederlandse schrijver Albert Helman woonde hier van 1932 tot 1937.
- Francesc Cabanas i Artau (1909-1985), schilder en dramaturg
- Rubèn Xaus i Moreno (1978), motorsporter

Abrera · Aguilar de Segarra · Aiguafreda · Alella · Alpens · L'Ametlla del Vallès · Arenys de Mar · Arenys de Munt · Argençola · Argentona · Artés · Avià · Avinyó · Avinyonet del Penedès · Badalona · Badia del Vallès · Bagà · Balenyà · Balsareny · Barberà del Vallès · Barcelona · Begues · Bellprat · Berga · Bigues i Riells del Fai · Borredà · El Bruc · El Brull · Les Cabanyes · Cabrera d'Anoia · Cabrera de Mar · Cabrils · Calaf · Calders · Caldes de Montbui · Caldes d'Estrac · Calella · Calonge de Segarra · Calldetenes · Callús · Campins · Canet de Mar · Canovelles · Cànoves i Samalús · Canyelles · Capellades · Capolat · Cardedeu · Cardona · Carme · Casserres · Castell de l'Areny · Castellar de n'Hug · Castellar del Riu · Castellar del Vallès · Castellbell i el Vilar · Castellbisbal · Castellcir · Castelldefels · Castellet i la Gornal · Castellfollit de Riubregós · Castellfollit del Boix · Castellgalí · Castellnou de Bages · Castellolí · Castellterçol · Castellví de la Marca · Castellví de Rosanes · Centelles · Cercs · Cerdanyola del Vallès · Cervelló · Collbató · Collsuspina · Copons · Corbera de Llobregat · Cornellà de Llobregat · Cubelles · Dosrius · Esparreguera · Esplugues de Llobregat · L'Espunyola · L'Esquirol · L'Estany · Figaró-Montmany · Fígols · Fogars de la Selva · Fogars de Montclús · Folgueroles · Fonollosa · Font-rubí · Les Franqueses del Vallès · Gaià · Gallifa · La Garriga · Gavà · Gelida · Gironella · Gisclareny · La Granada · Granera · Granollers · Gualba · Guardiola de Berguedà · Gurb · L'Hospitalet de Llobregat · Els Hostalets de Pierola · Igualada · Jorba · La Llacuna · La Llagosta · Lliçà d'Amunt · Lliçà de Vall · Llinars del Vallès · Lluçà · Malgrat de Mar · Malla · Manlleu · Manresa · Marganell · Martorell · Martorelles · Les Masies de Roda · Les Masies de Voltregà · El Masnou · Masquefa · Matadepera · Mataró · Mediona · Moià · Molins de Rei · Mollet del Vallès · Monistrol de Calders · Monistrol de Montserrat · Montcada i Reixac · Montclar · Montesquiu · Montgat · Montmajor · Montmaneu · Montmeló · Montornès del Vallès · Montseny · Muntanyola · Mura · Navarcles · Navás · La Nou de Berguedà · Òdena · Olèrdola · Olesa de Bonesvalls · Olesa de Montserrat · Olivella · Olost · Olvan · Orís · Oristà · Orpí · Òrrius · Pacs del Penedès · Palafolls · Palau-solità i Plegamans · La Palma de Cervelló · Pallejà · El Papiol · Parets del Vallès · Perafita · Piera · Pineda de Mar · El Pla del Penedès · La Pobla de Claramunt · La Pobla de Lillet · Polinyà · El Pont de Vilomara i Rocafort · Pontons · El Prat de Llobregat · Prats de Lluçanès · Els Prats de Rei · Premià de Dalt · Premià de Mar · Puigdàlber · Puig-reig · Pujalt · La Quar · Rajadell · Rellinars · Ripollet · La Roca del Vallès · Roda de Ter · Rubí · Rubió · Rupit i Pruit · Sabadell · Sagàs · Saldes · Sallent · Sant Adrià de Besòs · Sant Agustí de Lluçanès · Sant Andreu de la Barca · Sant Andreu de Llavaneres · Sant Antoni de Vilamajor · Sant Bartomeu del Grau · Sant Boi de Llobregat · Sant Boi de Lluçanès · Sant Cebrià de Vallalta · Sant Celoni · Sant Climent de Llobregat · Sant Cugat del Vallès · Sant Cugat Sesgarrigues · Sant Esteve de Palautordera · Sant Esteve Sesrovires · Sant Feliu de Codines · Sant Feliu de Llobregat · Sant Feliu Sasserra · Sant Fost de Campsentelles · Sant Fruitós de Bages · Sant Hipòlit de Voltregà · Sant Iscle de Vallalta · Sant Jaume de Frontanyà · Sant Joan de Vilatorrada · Sant Joan Despí · Sant Julià de Cerdanyola · Sant Julià de Vilatorta · Sant Just Desvern · Sant Llorenç d'Hortons · Sant Llorenç Savall · Sant Martí d'Albars · Sant Martí de Centelles · Sant Martí de Tous · Sant Martí Sarroca · Sant Martí Sesgueioles · Sant Mateu de Bages · Sant Pere de Ribes · Sant Pere de Riudebitlles · Sant Pere de Torelló · Sant Pere de Vilamajor · Sant Pere Sallavinera · Sant Pol de Mar · Sant Quintí de Mediona · Sant Quirze de Besora · Sant Quirze del Vallès · Sant Quirze Safaja · Sant Sadurní d'Anoia · Sant Sadurní d'Osormort · Sant Salvador de Guardiola · Sant Vicenç de Castellet · Sant Vicenç de Montalt · Sant Vicenç de Torelló · Sant Vicenç dels Horts · Santa Cecília de Voltregà · Santa Coloma de Cervelló · Santa Coloma de Gramenet · Santa Eugènia de Berga · Santa Eulàlia de Riuprimer · Santa Eulàlia de Ronçana · Santa Fe del Penedès · Santa Margarida de Montbuí · Santa Margarida i els Monjos · Santa Maria de Besora · Santa Maria de Martorelles · Santa Maria de Merlès · Santa Maria de Miralles · Santa Maria de Palautordera · Santa Maria d'Oló · Santa Perpètua de Mogoda · Santa Susanna · Santpedor · Sentmenat · Seva · Sitges · Sobremunt · Sora · Subirats · Súria · Tagamanent · Talamanca · Taradell · Terrassa · Tavèrnoles · Tavertet · Teià · Tiana · Tona · Tordera · Torelló · La Torre de Claramunt · Torrelavit · Torrelles de Foix · Torrelles de Llobregat · Ullastrell · Vacarisses · Vallbona d'Anoia · Vallcebre · Vallgorguina · Vallirana · Vallromanes · Veciana · Vic · Vilada · Viladecans · Viladecavalls · Vilafranca del Penedès · Vilalba Sasserra · Vilanova de Sau · Vilanova del Camí · Vilanova del Vallès · Vilanova i la Geltrú · Vilassar de Dalt · Vilassar de Mar · Vilobí del Penedès · Viver i Serrateix
Spanje · Regio's · Provincies